# Volvarina exilis
Volvarina exilis is een slakkensoort uit de familie van de Marginellidae. De wetenschappelijke naam van de soort werd in 1791 voor het eerst geldig gepubliceerd door Johann Friedrich Gmelin.